# Burg Vondern

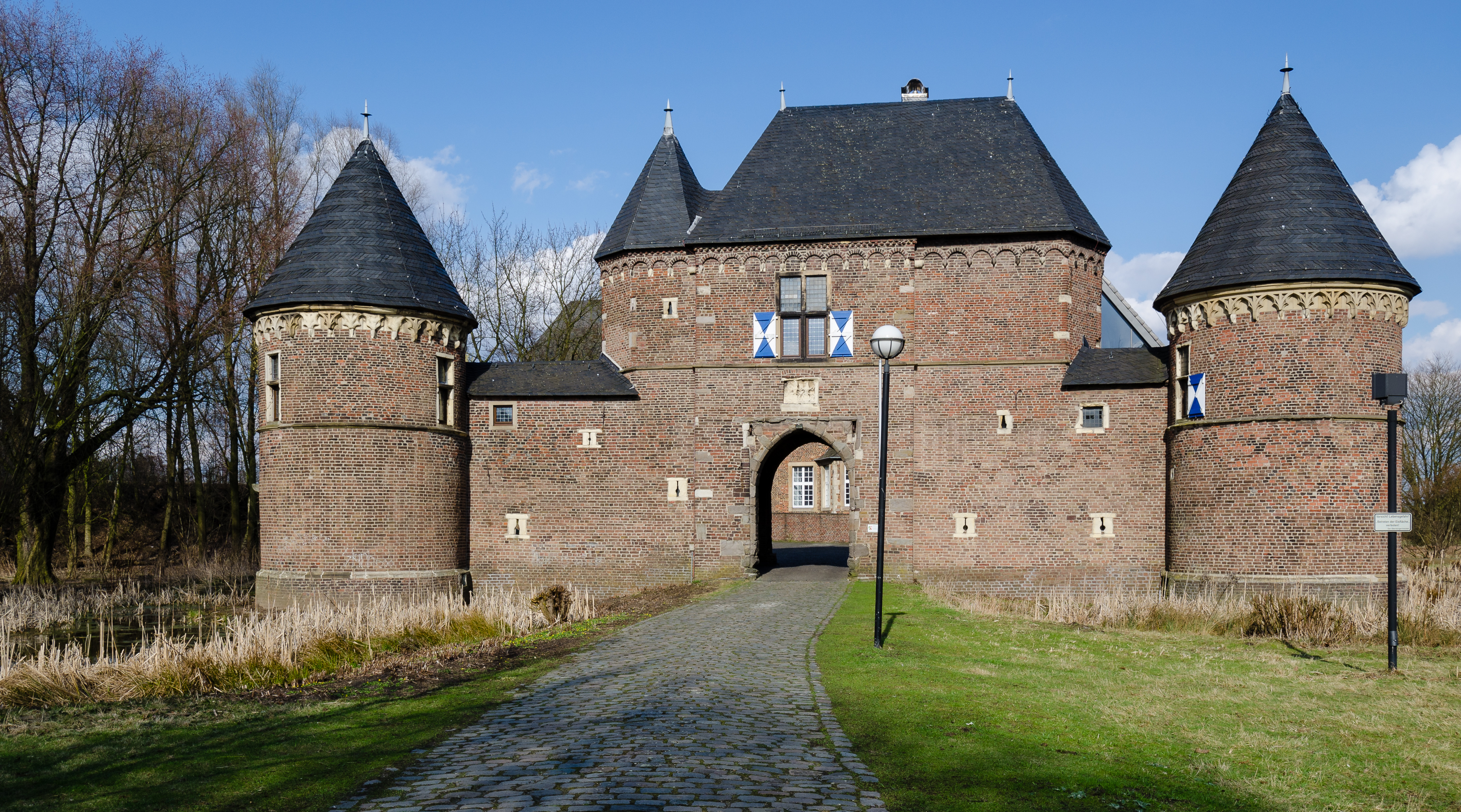
Vorburg der Burg Vondern, Blick von Westen

Die Burg Vondern steht im Stadtteil Vondern der nordrhein-westfälischen Stadt Oberhausen. Sie war ein Lehen der Grafen und Herzöge von Kleve und wurde im 13. Jahrhundert erstmals urkundlich erwähnt. Heute im Besitz der Stadt Oberhausen, kümmert sich seit 1982 der Förderkreis Burg Vondern e. V. um die Erhaltung der historischen Gebäude, die 1987 als das älteste Baudenkmal der Stadt Oberhausen unter Denkmalschutz gestellt wurden.
Der Name der Anlage rührt von dem mittelhochdeutschen Ausdruck „vonder“ (auch „funder“), der einen schmalen Steg über einen Wasserlauf beschreibt.

## Beschreibung
Burg Vondern ist eine zweiteilige Anlage, bestehend aus einem Herrenhaus und einer zweiflügeligen Vorburg im Südwesten. Die Anlage war früher eine von einem ausgedehnten Gräftensystem umgebene Wasserburg, deren Haupthaus auf einer eigenen Insel stand. Da im Laufe der Zeit die Wassergräben allesamt verlandeten, wurden im Zuge der Sanierungsmaßnahmen an der Vorburg sowie an der Außenmauer im Bereich der Remise Teiche angelegt. Einige noch ansatzweise erkennbare Überreste einer Wallanlage lassen vermuten, dass die Burg früher Zeiten komplett von einer solchen umschlossen war. Da für eine genaue Datierung der heutigen Bausubstanz keinerlei Quellen zur Verfügung stehen, wurden die bisherigen Einordnungen aufgrund stilistischer Merkmale vorgenommen.

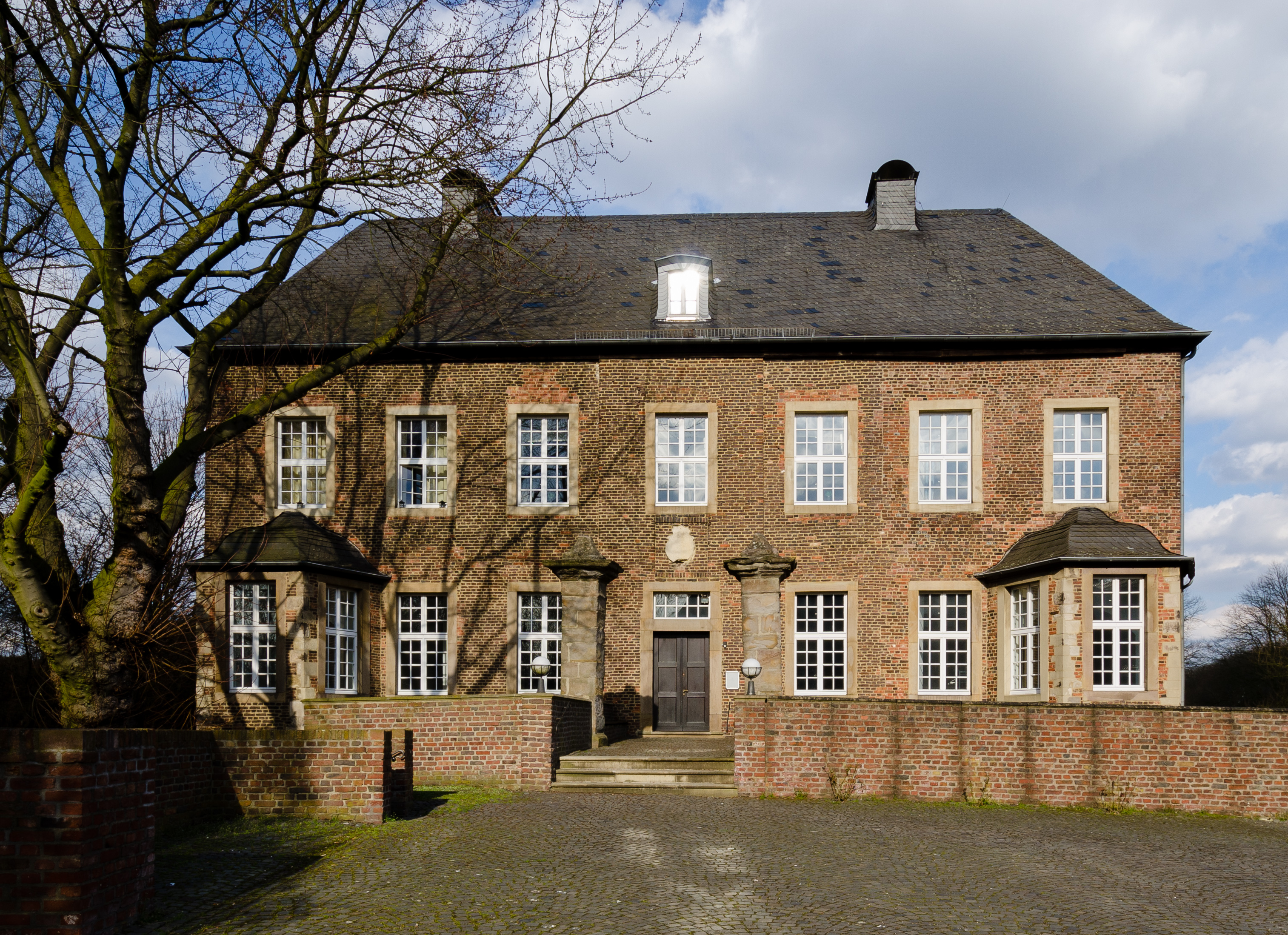
Das Haupthaus der Burg Vondern, Blick von Südwesten

Die Vorburg aus Backsteinmauerwerk stammt mit Ausnahme einiger weniger Veränderungen aus der Zeit der Spätgotik im Übergang zur Renaissance. Ihre heutige Form stammt wohl von einem Umbau am Anfang des 16. Jahrhunderts, wobei ihre Schlüsselscharten auf eine Errichtung im 15. Jahrhundert hindeuten. Ihr Westflügel besteht aus einem mittig gelegenen Torbau und kurzen Verbindungstrakten zu den runden Ecktürmen nördlich und südlich vom Torbau. Sie werden nach ihrer damaligen Verwendung „Abortturm“ und „Gerichtsturm“ genannt. Das Torgebäude hat ein Walmdach und unterhalb des Dachansatzes einen Rundbogenfries. Die Rundtürme haben Kegeldächer und einen Spitzbogenfries. Bis in das 17. Jahrhundert hatten die Bauten anstatt der heutigen Dächer einen Zinnenkranz. Die Außenwand des Südflügels beinhaltet Reste der ehemaligen Ringmauer und weist einen Wehrgang über spitzbogigen Arkaden auf. Dieser Gang zog sich vermutlich um die gesamte Vorburg.
Das barocke, zweiflügelige Herrenhaus mit Walmdach wurde im 17. Jahrhundert errichtet (möglicherweise während des Dreißigjährigen Krieges). Es war früher über eine hölzerne Zugbrücke zu erreichen, die vermutlich im 18. Jahrhundert durch die heutige steinerne Bogenbrücke auf Sandsteinpfeilern (saniert 2021) ersetzt wurde. Seine Eingangsfront ist durch Fenster in sieben Achsen unterteilt und besitzt im Erdgeschoss zwei pavillonartige Vorsprünge mit Schweifhauben. Die spätgotische Rückseite des Herrenhauses war einst die Vorderseite eines Vorgängerbaus, erkennbar an den zugemauerten Fenstern. Während der letzten Restaurierung wurde in seinem spätmittelalterlichen Kellergeschoss, dem Gewölbekeller, unter anderem eine alte Küchenanlage mit Kamin entdeckt.

## Geschichte
Wann die Burg gegründet wurde, ist nach heutigem Kenntnisstand noch ungeklärt. Die Herren von Vonderen, ein klevisches Ministerialengeschlecht, werden bereits 1162 erstmals urkundlich erwähnt.  Die Anlage selbst erscheint in Urkunden jedoch erst 1266, als Wohnsitz des Gerhard de Vondere.
Als dessen Nachfahr Dietrich von Vondern keine männlichen Erben hatte, teilte er seinen Besitz 1401 unter seinen Töchtern Vredune und Bate auf. Zu jener Zeit ist erstmals von einer Burg die Rede.
Durch Heirat kam die Anlage Anfang des 15. Jahrhunderts an die Familie von Loë. Wessel van Loë ließ die Vorburg der Anlage um das Jahr 1520 umbauen. Der letzte männliche Vertreter der Familie, Wessel von Loë, war mit Gertrud von Willich verheiratet. Über sie kam die Burg nach seinem Tod an diese Familie. So ist 1572 Johann von Willich zu Veen als Aufsitzer der Burg verbürgt. Dessen Schwiegersohn, Johann von Brempt, folgte ihm im 17. Jahrhundert als Besitzer von Vondern nach und wurde 1627 in den Reichsfreiherrenstand erhoben.
Nach dem Tod von Moritz von Brempt erbte 1730 sein Neffe Franz Graf von Nesselrode die Burg. 1753 erhob Clemens von Merveldt, dessen Mutter aus der Familie Westerholt (Adelsgeschlecht) stammte, Erbansprüche auf die Burg, die er kurzzeitig besetzte, bis ein Aufgebot nesselrodischer Bauern, die sich vor die Burg versammelt hatten, ihn veranlasste, die Burg aufzugeben und abzuziehen. Unter Johann Franz Josef von Nesselrode, Landscron und Reichenstein wurde Burg Vondern jedoch schon nicht mehr als Wohnsitz genutzt.
1799 ging die Anlage durch Erbschaft an die Familie Droste zu Vischering, der 1937 der preußische Staat als Eigentümer folgte, ehe sie nach dem Zweiten Weltkrieg 1946 oder 1947 an die Stadt Oberhausen kam. Die Gebäude wurden weiterhin landwirtschaftlich genutzt. Der Plan, dort Räume für die 1948 gegründete Arbeiterhochschule Burg Vondern zu schaffen, konnte nicht realisiert werden.
Von 1982 an ließ die Stadtverwaltung die Anlage gemeinsam mit dem neu gegründeten Förderkreis Burg Vondern e. V. bis 1995 sanieren. Zuvor hatte es wegen des schlechten Bauzustands sogar Abrisspläne gegeben. Das ehemalige Stallgebäude in der Vorburg wurde 2006/2007 durch ein neues, Remise genanntes, Gebäude ersetzt.

## Heutige Nutzung

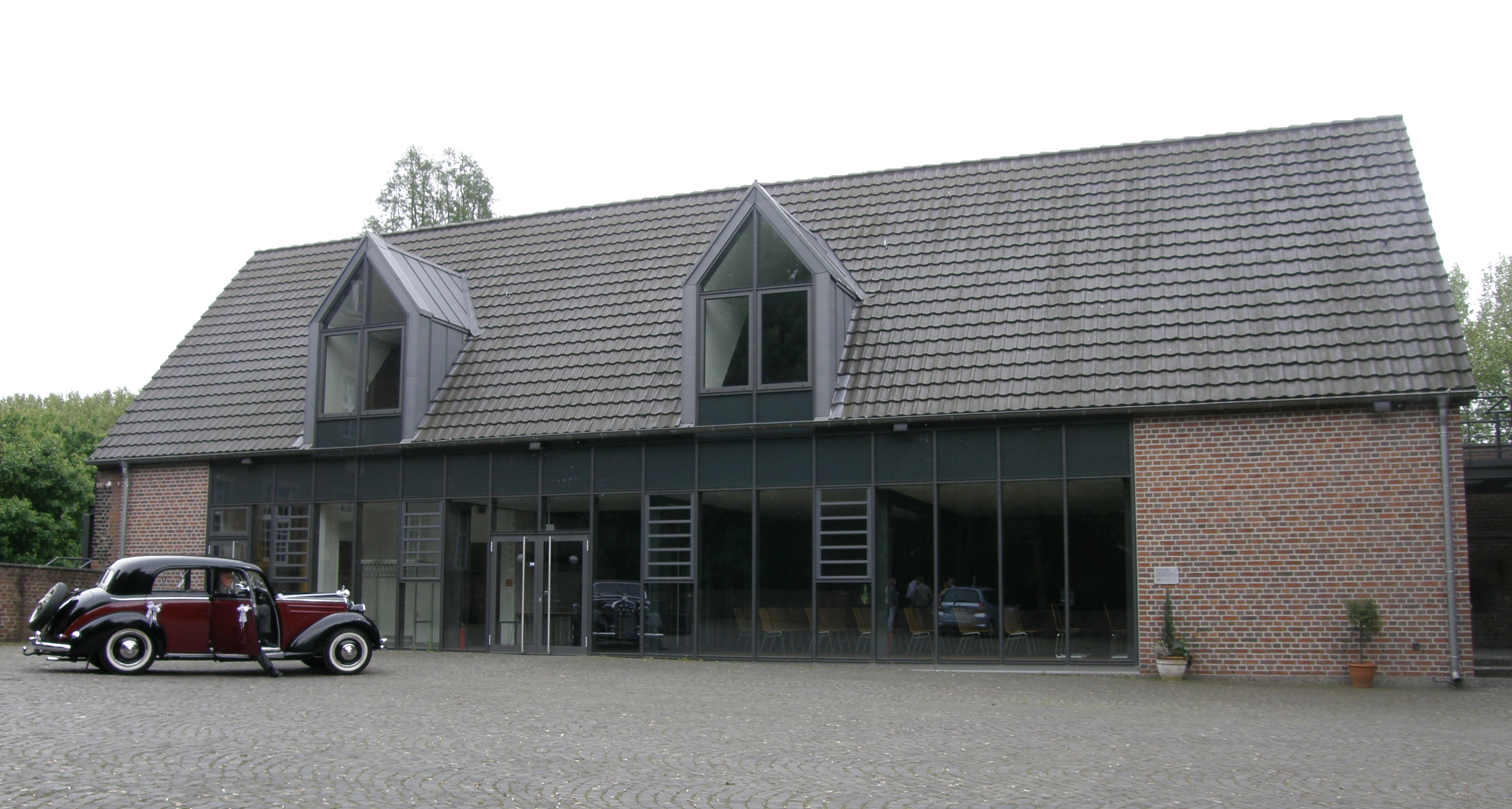
Die Remise (2009)

Im Herrenhaus gibt es Ausstellungsräume und Örtlichkeiten, in denen regelmäßig Konzerte veranstaltet werden.
Der Trausaal im Obergeschoss wird für Trauungen der Stadt Oberhausen genutzt.
In der Vorburg wurde ein kleines Museum eingerichtet, das Ausstellungsstücke zeigt, die bei archäologischen Grabungen im Umfeld der Burg gefunden wurden. In der Remise gibt es auf zwei Etagen Räumlichkeiten, die für Veranstaltungen und Seminare gemietet werden können.
Außerdem werden auf der Burg Vondern alle zwei Jahre ein Mittelaltermarkt und Ritterfeste veranstaltet. Seit 2016 findet auf der Burg jährlich eine HiFi-Messe statt.